# Vegalta Sendai
O Vegalta Sendai é um clube de futebol japonês, da cidade de Sendai. Disputa a primeira divisão da J. League.

## História
Foi fundado em 1988, como Tohoku Electric Power Co., Inc. Soccer Club. Manda seus jogos no Sendai Stadium, com capacidade para 19.694 torcedores. O time se juntou à J-League em 1999 depois de jogar alguns anos no JFL, com o apelido de Brummell Sendai, para o qual haviam sido promovidos em 1995 do Tohoku Regional Liga. Ao ingressar na J-League, o nome Vegalta foi escolhido como uma homenagem ao famoso festival Tanabata em Sendai. Os nomes das duas estrelas celestes da lenda Tanabata, Vega e Altair, foram combinados para formar Vegalta.
Em 2011, apesar do terremoto e do tsunami, eles alcançaram sua posição mais alta até aquele momento, 4º lugar na primeira divisão. Em 2012, apesar de liderar a tabela durante a maior parte da temporada, perdeu o penúltimo jogo para o Albirex Niigata, o que lhe custou o título em favor do Sanfrecce Hiroshima, tornando-o o segundo colocado, sua mais alta posição na história.
No ano de 2018, a equipe alcançou a segunda colocação na Copa do Imperador, perdendo o título para o Urawa Reds.

## Títulos
- J. League Division 2: 2009[6]